# Clemens VII

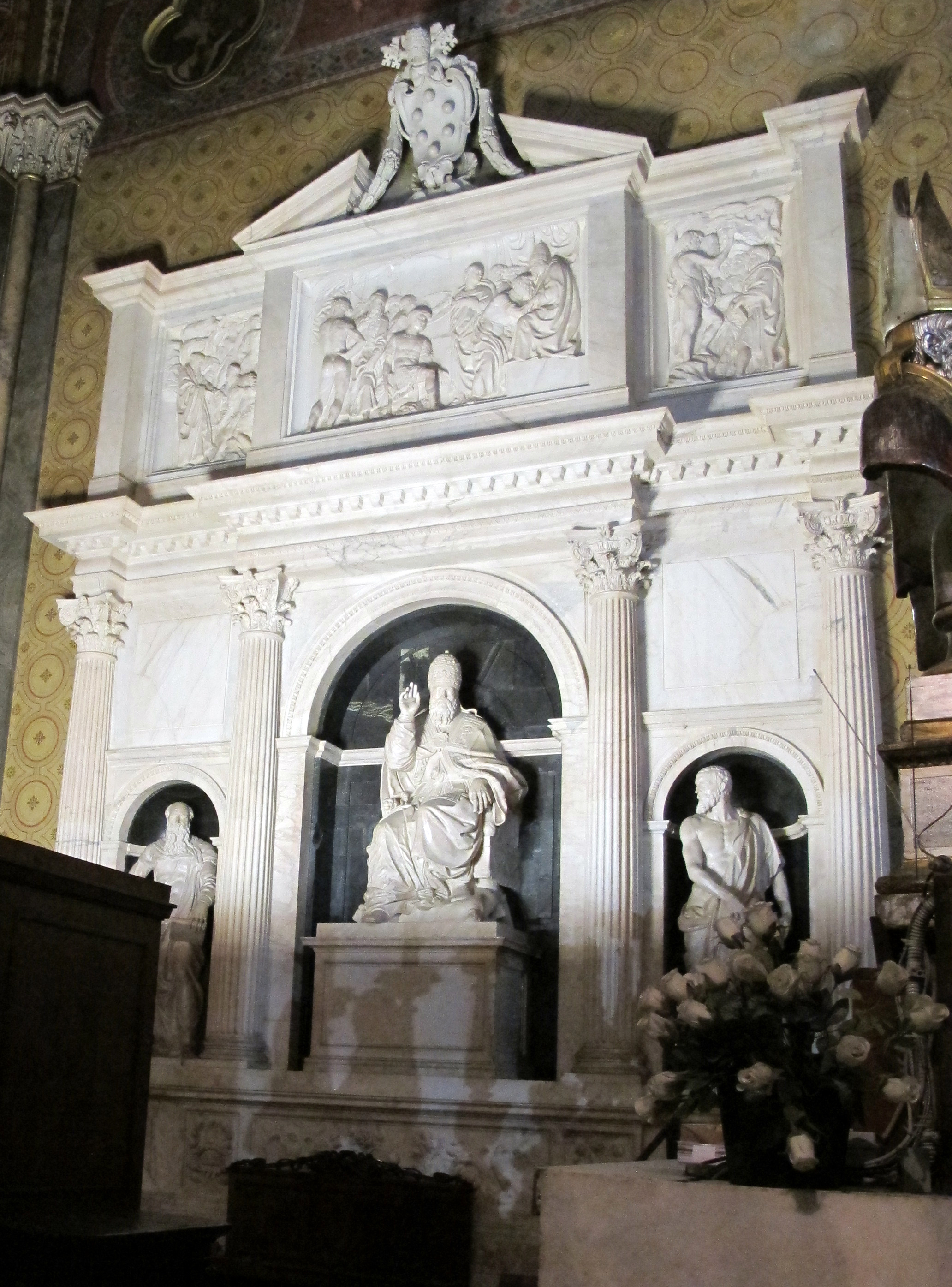
Clemens VII:s gravmonument i basilikan Santa Maria sopra Minerva.

Clemens VII (latin den milde), född Giulio de' Medici 26 maj 1478 i Florens, död 25 september 1534, var påve från den 19 november 1523 till sin död, den 25 september 1534.

## Biografi
Clemens VII var utomäktenskaplig son till Giuliano de' Medici, brorson till Lorenzo de' Medici och kusin till Leo X. Han inträdde i johanniterorden, blev prior i Capua, 1513 ärkebiskop av Florens efter erhållen dispens med hänsyn till sin oäkta börd och i slutet av samma år kardinaldiakon av Santa Maria in Domnica. Han valdes till påve efter en lång konklav den 18 november 1523. 
Clemens politik betingades av motsättningen mellan kejsar Karl V och den franske kungen Frans I och den gick ut på att bevara kurians världsliga makt och huset Medicis gamla ställning. Clemens taktik var att försöka iaktta en neutral och emellan de båda rivalerna medlande hållning. Han trädde dock redan i slutet av 1524 i förbindelse med Frankrike. Slaget vid Pavia den 24 februari 1525 tvingade honom emellertid till förbund med Karl V den 1 april samma år. Fruktande, att dennes inflytande i Italien skulle växa sig alltför starkt, var Clemens redan följande år färdig att tillsammans med Frankrike, Republiken Venedig, Florens och Frans Sforza ingå den mot Karl riktade ligan i Cognac (22 maj 1526). Kriget utbröt sommaren samma år, ligans trupper blev slagna, och den 6 maj 1527 stormades och plundrades Rom, se Roms skövling. Clemens måste för sin frihet betala en oerhörd lösesumma, och medicéerna fördrevs från Florens. I november 1527 slöts dock fred, och Clemens VII återfick Kyrkostaten. Genom freden i Barcelona den 29 juni 1529 lovade Karl sin hjälp till medicéernas återinsättande i Florens, och den 24 februari 1530 krönte Clemens VII i Bologna Karl till kejsare. 
Även gentemot protestantismen var Clemens politik föga framgångsrik. Dess anhängare segrade i de nordiska länderna och vann stora framgångar i Tyskland, England och Frankrike, till och med i Italien och Spanien. Clemens hade motvilligt tvingats gå med på Karls önskningar om ett allmänt kyrkomöte, men lyckades under allehanda förevändningar förhala sammankallandet av det. Ett nytt närmande till Frans I, beseglat genom Henrik av Orléans giftermål med påvens brorsdotter Katarina av Medici 1533, stärkte ytterligare Clemens avoghet mot koncilieplanerna. Genom sin av hänsyn till Karl V avvisande hållning i Henrik VIII:s skilsmässosak, samt hans efterföljande bannlysning av kungen och ärkebiskop Thomas Cranmer, framkallade Clemens Henrik VIII:s brytning med Rom 1534. Clemens VII avled den 25 september samma år. Han begravdes först i Peterskyrkan, men överfördes senare till Santa Maria sopra Minerva.